# Julia Doege
Julia Doege (* 1978 in Stadthagen) ist eine deutsche Schauspielerin.

## Leben
Julia Doege wuchs in Hannover auf. Von 1998 bis 2002 absolvierte sie ein Studium an der Deutschen Sporthochschule in Köln. Anschließend besuchte sie von 2002 bis 2006 die Hochschule für Musik und Theater in Zürich, welches sie mit einem Diplom abschloss. Danach hatte sie Engagements am Theater Bielefeld, an Theatern in Zürich und Hamburg, am Theater Aachen und Theater Luzern. Im Fernsehen machte sie mit der Rolle in der Serie Club der roten Bänder auf sich aufmerksam.
Im Jahr 2016 erhielt sie zusammen mit dem ganzen Team den deutschen Schauspielerpreis „bestes Ensemble“ für ihre Rolle der Dr. Berg in der deutschen Dramedy-Serie Club der roten Bänder.
Sie lebt heute in Köln.

## Filmografie
- 2015: Marie Brand und das Erbe der Olga Lenau (Fernsehreihe)
- 2015–2016: Club der roten Bänder (Fernsehserie, 5 Folgen)
- 2017: Alles was zählt (Fernsehserie, 3 Folgen)
- 2018: Lifelines (Fernsehserie, 3 Folgen)
- 2018: Die Schattenfreundin (Fernsehfilm)
- 2020: Lindenstraße (Fernsehserie, Folge Die Geister, die Helga riefen)
- 2022: Inga Lindström: Der Autor und ich (Fernsehreihe)
- 2023: Rentnercops (Fernsehserie, Folge Titanendämmerung)
- 2023: Klara Sonntag – Erste Liebe (Fernsehreihe)
- 2023: Zwei Seiten des Abgrunds  (Fernsehserie)
- 2024: WaPo Bodensee (Fernsehserie, Folge Engel lügen nicht)

## Theater (Auswahl)
- 2008: Peterchens Mondfahrt (Theater Bielefeld)
- 2009: Der Fremde (St. Pauli Theater)
- 2012–2014: Verrücktes Blut (Theater Aachen)
- 2014: Geschlossene Gesellschaft (Thalia Theater Hamburg)
- 2016: Dantons Tod (Theater Luzern)
- 2018–2023: Ach diese Lücke, diese entsetzliche Lücke (Theater der Keller Köln)

## Auszeichnungen
- 2016: Deutscher Schauspielpreis für Club der roten Bänder